# Бета-частинки
Бе́та-части́нки (англ. beta particles, нім. Betateilchen) — електрони й позитрони, які вилітають із атомних ядер деяких радіоактивних речовин при радіоактивному бета-розпаді. Напрям руху бета-частинок змінюється магнітними і електричними полями, що свідчить про наявність у них електричного заряду. Швидкості електронів досягають 0,998 швидкості світла. Бета-частинки іонізують гази, викликають люмінесценцію багатьох речовин, діють на фотоплівки. Потік бета-частинок називають бета-випромінюванням.
Бета-частинки — заряджені частинки, а тому інтенсивно взаємодіють з речовиною на всій довжині свого пробігу. Вони залишають за собою трек іонізованих атомів і молекул. При детектуванні в камерах Вільсона й бульбашкових камерах в магнітному полі, трек закручується, що дозволяє ідентифікувати бета-частинки за їхньою масою.
Відомо більш ніж 1500 ядер, що випромінюють бета-частинки при розпаді.

## Історія
Після відкриття Анрі Беккерелем у 1896 році радіоактивного випромінювання, почалося його активне дослідження. У 1899 році Ернест Резерфорд опублікував роботу, в якій він показав, що існує кілька типів частинок, що випромінюються: важкі, позитивно заряджені частинки з малою проникаючою здатністю, що отримали назву альфа-випромінювання, і легкі, негативно зарядженні частинки з у сто разів більшим пробігом в речовині, які він назвав бета-випромінюванням. У 1900 році Беккерель, вимірявши відношення заряду бета-частинок до їх маси, показав, що ці частинки є електронами.
У 1930 році, розробляючи теорію бета-розпаду, Енріко Фермі припустив, що бета-частинки не містяться в ядрі, але утворюються при розпаді нейтрона. Теорія Фермі в подальшому стала основою для побудови сучасних теорій слабкої взаємодії.

## Типи бета-частинок
Існує кілька типів бета-розпаду, і, відповідно, кілька типів бета-частинок, що при цьому утворюються:
- β- частинка — електрон. Утворюється при розпаді нейтрона за схемою {\displaystyle n\rightarrow p^{+}+e^{-}+{\bar {\nu }}}, де n — нейтрон, p+ — протон, e− — електрон, {\displaystyle {\bar {\nu }}} — антинейтрино. За такою схемою розпадаються як вільні нейтрони, так і багато природних ізотопів, що мають надлишок нейтронів.
- β+ частинка — позитрон. Утворюється при розпаді протона за схемою {\displaystyle p^{+}\rightarrow n+e^{+}+\nu }. За цією схемою розпадаються протононадлишкові ядра.

## Спектр

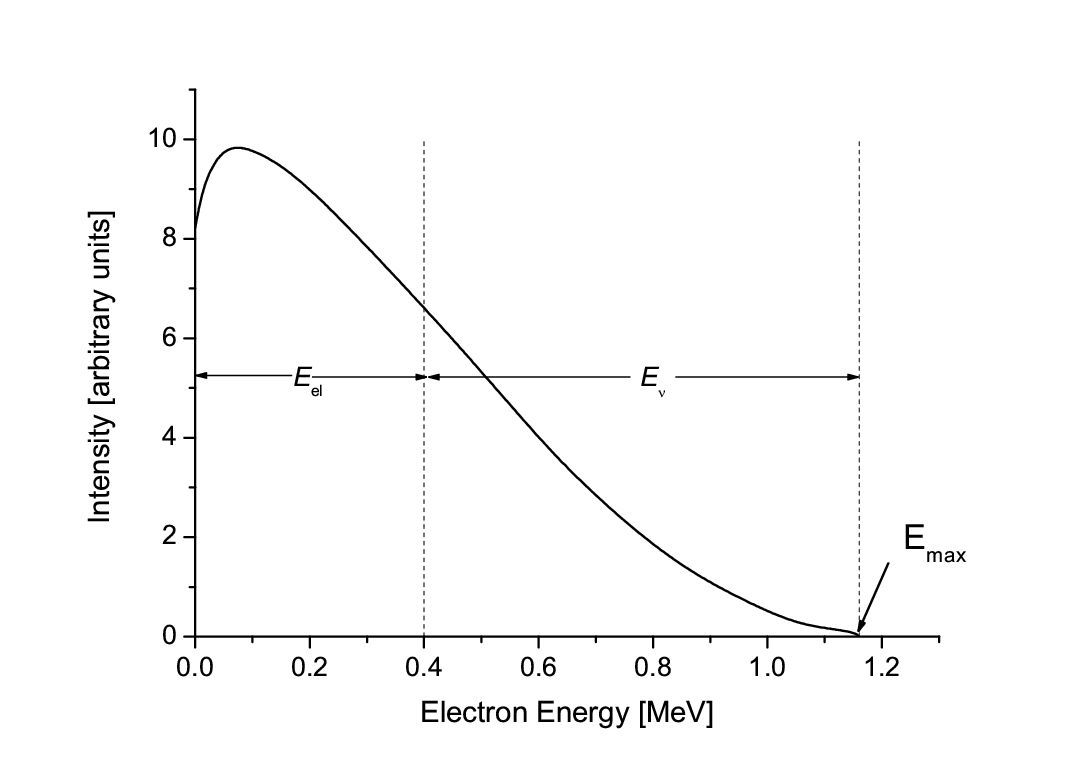
Спектр енергій бета-частинок що утворюються при розпаді вісмуту-210

На відміну від альфа-частинок, спектр яких має вираженні піки, спектр бета-частинок є суцільним. Це пов'язано з тим, що при розпаді W-бозону, енергія розподіляється між двома продуктами цього розпаду довільно, і можливі будь-які комбінації енергій нейтрино і електрону. Максимальна енергія бета-частинки залежить від типу розпаду, і дорівнює [M(A, Z)-M(A, Z+1)-me]c2 для β--частинок і [M(A, Z)-M(A, Z-1)-me]c2 для β+-частинок, де M(A, Z) — маса ядра нукліда з порядковим номером Z і кількістю нуклонів A.
Діапазон максимальної енергії бета-частинок коливається від 18,6 кілоелектронвольт (розпад тритію), до 20 МеВ (розпад літію-11)
Також, спектр енергій бета-частинок зміщується завдяки дії кулонівських сил, що гальмують електрони і прискорюють позитрони.
Конкретний спектр енергій бета-частинок описується наступним рівнянням:
{\displaystyle N(\gamma )d\gamma =G^{2}|m|^{2}f(Z,\gamma )(\gamma _{0}-\gamma )^{2}(\gamma ^{2}-1)^{1/2}\gamma d\gamma }
Де γ — енергія в одиницях mc2, тобто E/mc2, N(γ)dγ — частина ядер, що випромінюють бета-частинки з енергією γ за одиницю часу, f(Z, γ) — функція, що виражає дію кулонівських сил на частинку, |m|2 — квадрат матричного елементу, що визначає ймовірність розпаду, γ0 — гранична енергія розпаду, а G — деяка константа.
У деяких випадках, бета-розпад відбувається в збуджений стан ядра, енергія якого потім передається електронам з електронної оболонки атому. Це явище називається внутрішня конверсія. В такому випадку, спектр бета-частинок має кілька яскраво виражених піків.
Спектр бета-частинок досліджується за допомогою бета-спектрометра.

## Взаємодія з речовиною

### Середня довжина пробігу
Бета-частинки взаємодіють з електронами і ядрами у речовині до повної зупинки. Пробіг бета-частинок залежить від їх енергії. Ефективний пробіг (товщина шару речовини, що зупиняє практично всі частинки) поданий у наступній таблиці:
| Речовина | 0,05 МеВ | 0,5 МеВ | 5 МеВ | 50 МеВ |
| -------- | -------- | ------- | ----- | ------ |
| Повітря  | 4,1      | 160     | 2000  | 17000  |
| Вода     | 4,7·10−3 | 0,19    | 2,6   | 19     |
| Алюміній | 2·10−3   | 0,056   | 0,95  | 4,3    |
| Свинець  | 5·10−4   | 0,02    | 0,3   | 1,25   |

Усі пробіги в таблиці подані в сантиметрах
У більшості випадків для захисту від бета-частинок достатньо екрану з оргскла товщиною в 1-2 сантиметри, або металевого листа товщиною 3-5 міліметрів.

### Взаємодія з електронними оболонками
При зіткненнях з атомами бета-частинка може іонізувати атом, або перевести його у збуджений стан. Обидві події мають приблизно рівні ймовірності, а енергія що втрачається таким чином називається іонізаційними втратами.
Середні втрати енергії електроном під час проходження шару простої речовини, можна виразити наступною формулою, відкритою Ландау:
{\displaystyle \Delta E=0,6\rho (Z/A)\Delta x/\beta ^{2}},
де Δx — товщина шару речовини, ρ — густина речовини, β — швидкість електрону у одиницях c, Z і A — заряд і маса елементу.
Проте, застосовувати цю формулу до реальних бета-частинок варто з обережністю, через те, що вона описує монохромний пучок електронів, а у природному їх пучку завжди існують електрони різних енергій, які будуть гальмуватися з різною швидкістю.

### Взаємодія з атомними ядрами
При взаємодії з ядром електрони можуть однократно або багатократно розсіюватися у кулонівському поля ядра. Особливістю бета-частинок є те, що, через малу масу, при розсіянні їх імпульс може сильно мінятися, що призводить до гальмівного випромінювання. Для високоенергетичних електронів таке випромінювання є більш значущим каналом втрати енергії. Випромінені гамма-кванти можуть, в свою чергу, також вибивати електрони, що призводить до утворення каскадів електронів у речовині. Енергія бета-частинок, при якій втрати на випромінювання зрівнюються з іонізаційними втратами називається критичною енергією. В залежності від речовини, критична енергія може приймати значення від 83 Мев (повітря) до 7 МеВ (свинець) — таким чином, оскільки енергія частинок, що утворюються при бета-розпаді, рідко перевищує 5 МеВ, цей канал не є основним.
Через розсіяння на ядрах, бета-частинки сильно змінюють напрямок свого руху: середній кут відхилення бета-частинки пропорційний квадратному кореню з товщини пройденого шару речовини, а при достатньо товстому шару, говорити про напрямок руху електронів вже не можна, а їх переміщення більше нагадує дифузію.

### Черенковське випромінювання

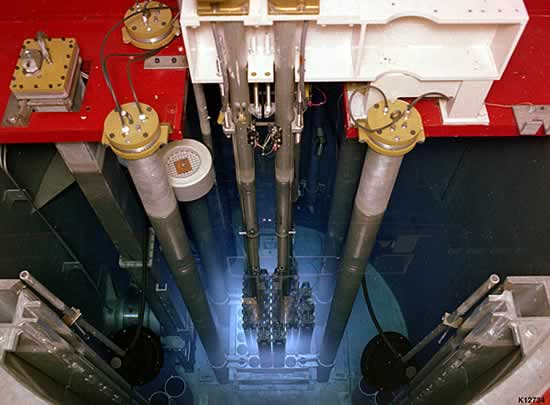
Випромінювання Вавлова-Черенкова у реакторі класу TRIGA

Оскільки швидкості бета-частинок, зазвичай, є близькими до швидкості світла, при потраплянні в прозоре середовище вони рухаються швидше, ніж світло в цьому середовищі, що спричиняє виникнення черенковського випромінювання. Таке випромінювання характерне, наприклад, для ядерних реакторів, що використовують воду як сповільнювач нейтронів.

### Зворотнє розсіювання
Також, при потраплянні бета-частинок на поверхню деякого матеріалу, деякі з них відбиваються на великі кути (>90°). Цей явище називається зворотнім розсіюванням. Доля частинок, що відбилася на великі кути після падіння на поверхню речовини називається коефіцієнтом зворотнього розсіювання. Цей коефіцієнт залежить від атомного номера речовини, енергії падаючих частинок і товщини шару речовини наступним чином:
1. Зростає пропорційно заряду ядра в ступені 2/3
2. Зростає пропорційно товщині шару речовини, аж допоки вона не стане рівною приблизно 1/5 від ефективної довжини пробігу бета-частинок у цій речовині, після чого подальше зростання перестає впливати на коефіцієнт. Така товщина називається товщиною насичення.
3. Зростає зі зростанням максимальної енергії бета-частинок до значення 0,6 МеВ, після чого лишається практично незмінним.

## Детекція бета-частинок
Основним способом детекції бета-частинок є фіксація створюваної ними іонізації. Для детекції частинок порівняно невеликих енергій найбільш поширеними є газонаповнені лічильники з газовим підсиленням (такі як лічильник Гейгера-Мюллера) або твердотільні лічильники. Для детекції більш енергічних електронів використовуються лічильники, що фіксують черенковське випромінювання, що створюється швидкими частинками.

## Використання

### Бета-терапія
Бета частинки використовуються в медицині — опромінення електронами, що утворюються при бета-розпаді. Існує кілька форм бета-терапії: випромінюючі аплікатори можуть прикладатися до уражених ділянок тіла, або ж розчини, що містять у собі випромінюючі ізотопи можуть вводитися внутрішньопорожнинно. Бета-терапія є різновидом променевої терапії, і використовується для лікування пухлин та інших патологічних змін у тканинах.

### Вимірювання товщини тонких листів
За допомогою явища зворотнього розсіяння можна дуже точно визначати товщину тонких шарів речовини, таких як папір — до деякого значення, кількість відбитих електронів зростає пропорційно товщині шару речовини. Також, такі вимірювання можна проводити, замірявши долю бета-частинок, поглинутих речовиною. За допомогою зворотнього розсіяння можна, також, вимірювати товщину покриття, не пошкоджуючи його.

### Підсвітка
Оскільки, бета-частинки викликають свічення при потраплянні на поверхню, вкриту люмінофором, вони використовуються для створення дуже довговічних джерел освітлення: для цього невелику кількість випромінювального ізотопа (наприклад, тритію) наносять на поверхню, що буде служити джерелом світла, і додатково вкривають люмінофором. Бета-частинки, що випромінюються ізотопом змушують поверхню світитися впродовж десятків років. Таким чином часто підсвічуються стрілки годинників та інших приладів.

## Вплив на організм
Бета-частинки добре затримуються одягом, тому небезпеку становлять, в першу чергу, при потраплянні на шкіру або всередину організму. Так, після чорнобильської катастрофи люди отримували бета-опіки ніг, через те, що ходили босоніж.
Основним фактором впливу бета-випромінювання на організм є створювана ним іонізація. Вона може призвести до порушення метаболізму в клітині і в подальшому до її смерті. Особливо небезпечною є вивільнення енергії бета-частинки поруч з молекулою ДНК, що призводить до потенційно онконебезпечних мутацій. У випадку більших доз опромінення, одночасна загибель великої кількості клітин у тканинах може викликати їх патологічні зміни (променева хвороба). Найбільш вразливими для радіації є слизові оболонки, органи кровотворення. Загибель нервових клітин є небезпечною через їх низький рівень відновлення.
Відносна біологічна ефективність бета-випромінювання дорівнює одиниці (для порівняння, для альфа-частинок цей показник рівний 20), тому що енергія, що її несе бета-частинка є відносно невеликою.
Також, гамма-кванти гальмівного випромінювання, що створюються бета-частинками при русі в речовині мають значно більшу проникну здатність, а тому можуть нести додаткову небезпеку.

## Дельта і епсилон-випромінювання
Існують і інші типи випромінювання, частинками якого є електрони.
Електрони, що вибиваються частинками з атомів при іонізації, утворюють так зване дельта-випромінювання. Дельта-частинки (або дельта-електрони) є такими самими електронами як і бета-частинки, проте їх енергія рідко перевищує 1 кеВ а спектр відрізняється від спектру бета-частинок. Дельта-електрони теж можуть, в свою чергу, вибивати інші електрони, спричинюючи третинну іонізацію. Електрони, вибиті дельта-частинками, називаються епсилон-частинками.